# Make-A-Wish
La fondation Make-A-Wish (Make-A-Wish Foundation, en anglais) est une association sans but lucratif basée aux États-Unis et dont le but est d'exaucer le vœu d'enfants âgés de deux ans et demi à dix-huit ans qui sont ou ont été gravement malades. C'est le médecin traitant de l'enfant qui a le dernier mot afin de déterminer si oui ou non l'enfant peut participer à l'aventure. Make-A-Wish est active dans 47 pays autour du monde via 36 bureaux affiliés. Elle est présidée par David A. Williams.

## Historique
En 1980, le tout premier vœu est réalisé aux États-Unis : Chris, un petit garçon de sept ans vit à Phoenix, Arizona, est atteint de leucémie et a un souhait : devenir policier. Sa mère, plusieurs amis et un groupe de policiers, vont tout faire pour le réaliser. Le 29 avril 1980, Chris revêt un uniforme de policier, un casque et un insigne, et survole la ville en hélicoptère. Il meurt peu de temps après mais son expérience est la source d’inspiration et le point de départ de Make-A-Wish. Frank Shankwitz (en), cofondateur à l'origine de l'initiative meurt le 24 janvier 2021.
Depuis sa création en 1980, l’organisation s’est beaucoup développée. À ce jour, déjà plus de 200 000 enfants ont vu leur vœu se réaliser grâce à Make-A-Wish. Elle est devenue ainsi la plus grande organisation mondiale dans son domaine.
En 1993, la fondation Make-A-Wish International voit le jour. Cette fondation regroupe tous les affiliés de Make-A-Wish dans le monde qui ne se trouvent pas sur le territoire américain.
En avril 2006, Make-A-Wish International a été reconnue comme organisation non gouvernementale par les Nations unies.

## Développement
Depuis sa création en 1980, Make-A-Wish a déjà exaucé plus de 334 000 vœux dans le monde entier. Ils en ont réalisé 60 000 en 2006, grâce à l'aide de nombreux bénévoles et donneurs.